# Le Transfuge

Le Transfuge est un film français réalisé par Philippe Lefebvre et sorti en 1985.

## Synopsis
Un chef d’entreprise nivernais en voyages d'affaires en RDA est contacté par les services secrets français pour aider un agent est-allemand à quitter l'Allemagne de l'Est.

## Fiche technique
- Titre : Le Transfuge
- Réalisation : Philippe Lefebvre
- Scénario : Philippe Lefebvre et Simon Michaël
- Photographie : Jacques Guérin
- Musique : Luis Enriquez Bacalov
- Décors : Peter Alteneder
- Pays d'origine :  France,  Belgique
- Genre : policier
- Durée : 90 minutes
- Date de sortie : France   : 13 novembre 1985

## Distribution
- Bruno Cremer : Bernard Corain
- Heinz Bennent : Heinz Steger
- Jean-François Balmer : Le Capitaine Pierre Clément
- Lisa Kreuzer : Elisabeth Steger
- Victor Garrivier : Le Directeur de la base